# PARVE
PARVE son las siglas en idioma español de Punto Automatizado de Recarga para Vehículos Eléctricos.

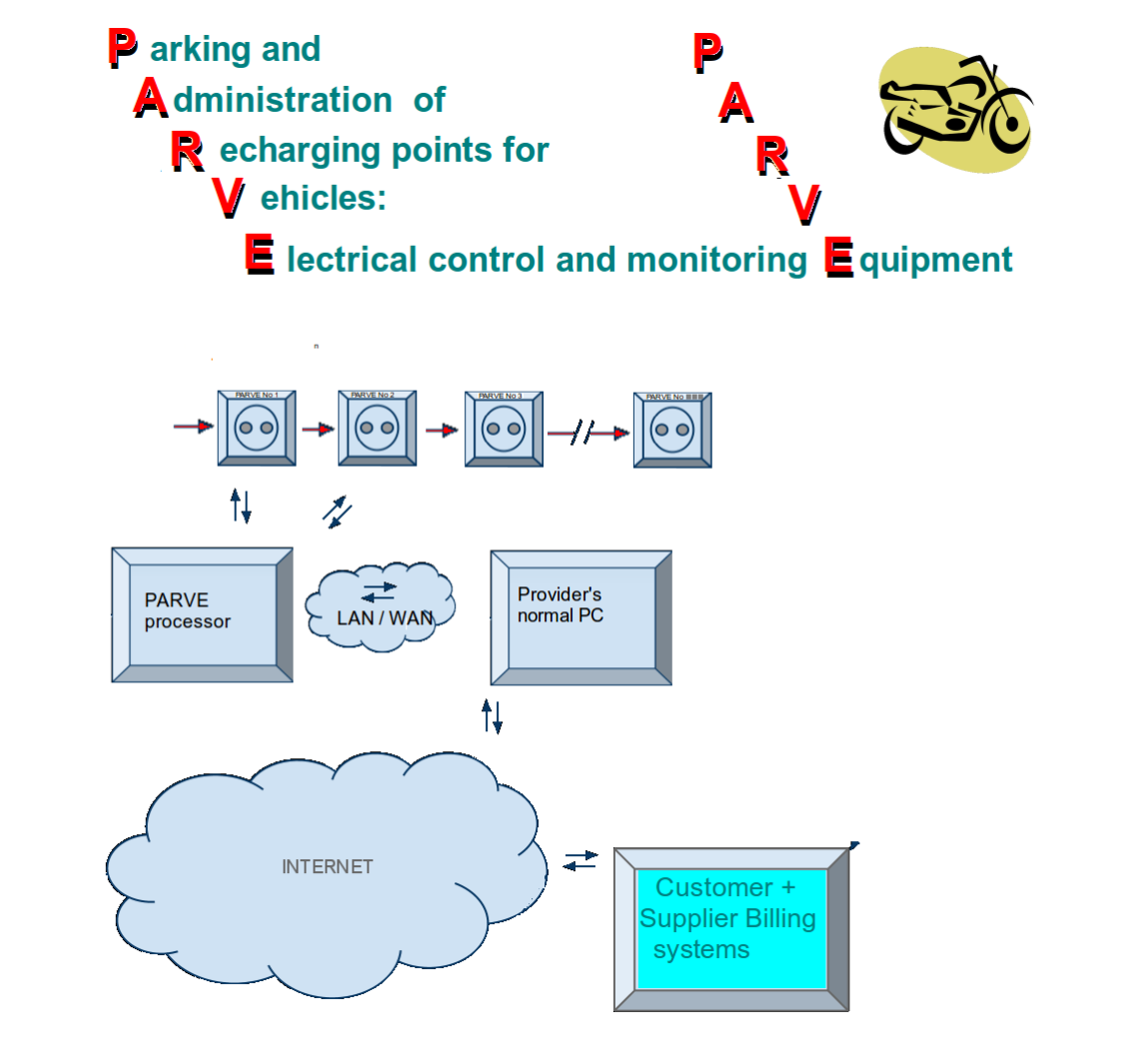
PARVE sistema completa

Consiste en un estándar propuesto por Alejandro Bonet González del Alba (Valdemorillo, Madrid,
España, 1965) el 16 de junio de 2009, para la implantación de enchufes en lugares públicos que se puedan activar desde el teléfono móvil para la recarga de vehículos eléctricos.
El estándar propuesto está declarado NO PATENTABLE en el propio documento que describe la
idea, con el fin de evitar la monopolización o la excesiva concentración de este tipo
de enchufes de uso público en pocas manos.

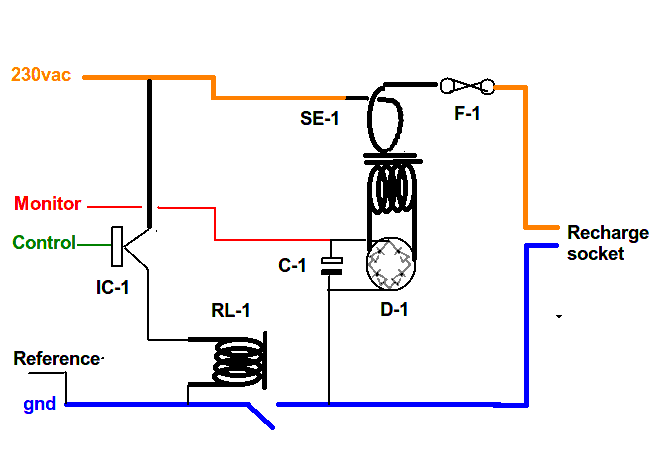
PARVE Relensor enchufe

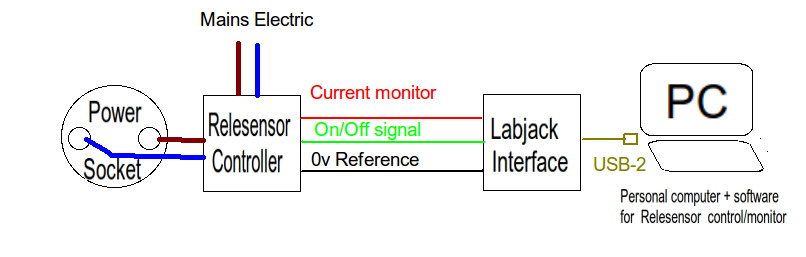
PARVE instalación local

Asimismo, el documento propone y describe un sistema universal de numeración de enchufes
públicos estandarizado, abierto y libre, que permita asegurar la identificación concreta de 
cada enchufe a nivel planetario.
En este sistema de numeración se identifican el país, la empresa instaladora, el número
de instalación y el número de enchufe, con el fin de evitar ambigüedades y facilitar el
despliegue coordinado de esta infraestructura.
Por último, el documento propone y promueve la adopción de relaciones de "roaming" entre
empresas instaladoras, con el fin de que los abonados de cualquier empresa instaladora
puedan usar los enchufes de cualquier otra empresa instaladora sin obstáculos.